# Unità psicofisica
Il termine di Unità psicofisica indica un concetto appartenente alla tradizione olistica, opposto a quello di dualismo mente-corpo, entrambi rientranti all'interno del più ampio dibattito filosofico e psicologico del problema mente-corpo.
Tra le soluzioni proposte a tale problema, vi è quella del parallelismo psicofisico secondo cui gli eventi mentali e corporei sono perfettamente coordinati, pur non essendoci alcuna relazione diretta di causa ed effetto tra loro. Tale coordinazione è stata paragonata da Gottfried Leibniz all'accordatura di due orologi che segnano la stessa ora pur non avendo alcun rapporto tra di loro: si tratta dell'armonia prestabilita in anticipo da Dio tra fatti mentali e corporei. Secondo l'occasionalismo di Nicolas Malebranche tale coordinazione avverrebbe invece nel momento in cui accade ogni evento, oppure, infine, secondo l'Etica di Baruch Spinoza, mente e materia sarebbero due degli infiniti attributi dell'unica Sostanza-Dio, che sono paralleli senza interagire tra loro. In quest'ottica, i fenomeni mentali e corporei sono indipendenti eppure inseparabili, come due facce di una medaglia.

## Teoria dualistica in filosofia
La concezione dualistica dell'uomo come anima e corpo, presente in quasi tutte le culture, anche in quelle primitive, scaturisce dall'esigenza di dare spiegazione ad una serie di fatti e fenomeni come i pensieri che sorgono nella nostra mente, la differenza tra esseri viventi e non viventi, la morte, ecc. ed infine esprime (per mezzo di simboli) una concezione filosofica e morale dell'uomo, della vita, dell'universo.
La teoria dualistica, anche se sembra inizialmente chiara, lineare e convincente, secondo alcuni mostra sostanziali difetti latenti. Ad esempio già Aristotele e San Tommaso d'Aquino non sostennero la giustapposizione nell'uomo di due elementi, ma considerarono l'anima come forma del corpo.
San Tommaso, dovendo esporre la concezione escatologica del Cristianesimo, sostenne l'anima come forma sussistente dopo la morte del corpo, ma destinata ad unirsi ad esso, nel dì della resurrezione finale dei corpi; sarebbe, infatti, inconcepibile una forma senza la materia ed una materia senza forma.
Cartesio, nel tentativo di precisare meglio il concetto di anima, fu portato a definirla come res cogitans in opposizione al corpo inteso come res extensa (vedi res cogitans e res extensa). Le tesi di Cartesio rivelarono presto, agli studiosi, la loro insostenibilità e costoro, nel tentativo di superare l'inconciliabilità tra i due termini, si orientarono spesso verso soluzioni idealistiche (la materia esiste solo come prodotto del pensiero) o materialistiche (il pensiero è un prodotto dell'attività fisiologica del corpo).
Non mancarono tentativi di soluzioni su linee diverse, tra queste primeggia quella di Leibniz. Comunque l'impostazione cartesiana, se lasciava perplessi gli studiosi per gli assurdi a cui dava luogo, ebbe molto successo nelle teorizzazioni etiche ed educative dal Seicento fino agli inizi del Novecento.
La concezione dell'anima, che, con le sue facoltà di intendere e volere, dirige il corpo, semplificava di molto l'etica e la prassi educativa, semplificava il diritto e la pastorale religiosa: si difendono i valori dello spirito contro i desideri della carne; l'educazione deve abituare al dominio della volontà sulle esigenze del corpo; le azioni umane vengono giudicate come atti di esclusiva decisione volontaria turbata solo dalle richieste del corpo; la religiosità è disprezzo della carne ed ascesa dello spirito verso Dio.
Nell'Ottocento tuttavia l'attenzione comincia a rivolgersi più ai rapporti tra corpo e spirito che alla loro opposizione. Si formula il concetto di unità psicofisica per indicare la stretta connessione tra gli stimoli esterni recepiti dal corpo e la loro percezione a livello di coscienza, come la connessione in senso inverso tra atti di volontà, stati d'animo e manifestazioni nell'azione e nel comportamento somatico.

## Evoluzione filosofica
Questa attenzione è certamente stimolata dalle ricerche di Gustav Theodor Fechner (intorno al 1850) sui fenomeni psicofisici e dai molti studi sulla sensazione e sulla percezione che in quegli anni venivano fatti nei laboratori di psicofisica (come quello di Wilhelm Wundt a Lipsia). Appartiene a quegli anni la famosa legge di Weber-Fechner e vanno ricordati di Fechner scritti come, "Elementi di psicofisica" (1860) e "Sul problema dell'anima" (1861).
La svolta significativa al problema dell'unità psicofisica si ha agli inizi del XX secolo ed è determinata da apporti scientifici di diversa provenienza: la psicologia antiassociazionistica di William James; lo studio sulle pulsioni della psicoanalisi e quelli sulla psicogenesi delle forme del pensiero (Jean Piaget, Henri Wallon, L. Lurçart, A. N. Leont'ev, ecc.); gli sviluppi della medicina psicosomatica; la filosofia energetistica di Henri Bergson e la teologia evoluzionistica di Teilhard de Chardin; la fenomenologia a partire da Edmund Husserl, via Max Scheler a Maurice Merleau-Ponty e non sono da dimenticare le indagini dell'analisi del linguaggio su linguaggio soggettivo e linguaggio oggettivo.

## Passaggio alla psicologia
Quando in psicologia si parla di coscienza non ci si riferisce ad organi del corpo umano, neppure a componenti microscopici del nostro organismo, quali neuroni, gangli, ecc., ma ad esperienze vissute dall'individuo che, agli occhi di chi l'osserva, si presenta come una realtà fisica, vivente, che parla e che agisce.
L'esperienza non esiste come cosa, ma è un vissuto e chi l'intendesse come cosa parlerebbe di altro. In questo errore cadde Cartesio definendo il pensiero come res cogitans. Il nostro linguaggio tuttavia non può avere riferimento significativo che a cose e a realtà intese oggettivamente; così trattata dal linguaggio, la coscienza diviene un qualcosa di estraneo al corpo umano e al quale poi bisognerà collegarla con una qualche immaginosa trovata.
Poiché qualunque linguaggio significativo non potrebbe mai parlare effettivamente della coscienza, il comportamentismo (Behaviorism) ha inteso la psicologia non come studio ed analisi delle forme di coscienza e degli stati d'animo, ma del comportamento. Il comportamento è un fatto oggettivo e quindi può essere un riferimento adeguato per il linguaggio scientifico.
La questione dell’unità psicofisica è in effetti un falso problema, dovuto all'improprietà del linguaggio: coscienza e organismo fisico non sono due realtà a sé stanti e di cui dobbiamo studiare le reciproche influenze, ma sono la stessa realtà umana, ora vissuta dal soggetto, ora vista da un osservatore esterno.
Espressioni quali: "mens sana in corpore sano", fenomeni spirituali, educazione fisica, ecc.; distinzioni come: sofferenze dell'anima e del corpo, educazione della mente ed educazione del corpo, malattie mentali e fisiche, ecc. sono tutte espressioni devianti per chi non le usa conoscendo i difetti del linguaggio che deve crearsi dei riferimenti oggettivi, anche non legittimi, per dire qualcosa.
William James, pur essendo il bersaglio originario della critica behavioristica, nella sua famosa Théorie de l'émotion, sostenne "che i cambiamenti somatici seguono immediatamente la percezione del fatto eccitante, e che il sentimento che noi abbiamo di quei cambiamenti, man mano che essi si producono, è l'emozione”. Ossia l'emozione è un evento il cui aspetto oggettivo sono le scariche di adrenalina, il pallore del volto, ecc.
La psicoanalisi nella sua globalità è l'insieme degli studi che analizzano le relazioni tra la dinamica ormonica e la costituzione della personalità psichica.
Per altre vie, questa duplice aspetto della personalità, quello soggettivo (la coscienza) e quello oggettivo (l'organismo fisico) è analizzato dagli studiosi della psicogenesi delle forme mentali: i concetti di spazio, di direzione hanno come referente essenziale il corpo del soggetto senza di cui questi concetti non si formerebbero in nessun modo; la nozione di peso non avrebbe senso se non venisse messa in relazione alla sforzo muscolare (J. Piaget, "L'epistemologia genetica"; H. Wallon, "De l'acte á la pensée")
Se per ipotesi assurda pensassimo ad una coscienza senza corpo essa sarebbe coscienza del nulla, ossia non esisterebbe affatto: “l'anima se non dispone di alcun mezzo espressivo - sarebbe meglio dire: di alcun mezzo per effettuarsi - cessa ben presto di essere qualsiasi cosa, in particolare cessa di essere anima, come il pensiero dell'afasico indebolisce e si dissolve; il corpo che perde il senso di sé cessa di essere un corpo vivo per ricadere nella condizione di massa fisiochimica, raggiunge il non senso soltanto morendo. I due termini non possono mai distinguersi in modo assoluto senza cessare di essere" (M. Merleau-Ponty, "La struttura del comportamento").
L'unità psicofisica è insomma il correttivo del dualismo psicofisico e quest'ultimo è un concetto che si forma a causa del difetto del linguaggio umano che non può parlare degli stati soggettivi se non oggettivizzandoli, la coscienza diventa una res (sia pure res cogitans) in opposizione al corpo e con il quale bisogna poi trovare un modo per porla in relazione.
Le psicologie cognitivistiche, che non intendono rinunciare all'analisi dei fatti di coscienza come tali, accettano questo rischio del linguaggio, ma oggi sanno bene che esse non parlano di "cose", ma di “stati soggettivi”. Con queste riserve possiamo ancora parlare di “unità psicofisica” e un correttivo linguistico - se può avere un qualche valore - è quello di usare oggi non più i termini di mente e di corpo, ma di vissuti e di corporeità.